# Oligotrema
Oligotrema is een geslacht uit de familie Molgulidae en de orde Stolidobranchia uit de klasse der zakpijpen (Ascidiacea).

## Soorten
- Oligotrema lyra Monniot C. & Monniot F., 1973
- Oligotrema psammatodes (Sluiter, 1905)
- Oligotrema psammites Bourne, 1903
- Oligotrema sandersi (Monniot C. & Monniot F., 1968)
- Oligotrema unigonas (Monniot C. & Monniot F., 1974)

Niet geaccepteerde soort:
- Oligotrema arcticus Hartmeyer, 1923 → Asajirus arcticus (Hartmeyer, 1923)
- Oligotrema indicus (Oka, 1913) → Asajirus indicus (Oka, 1913)